# 79e bataillon de tirailleurs sénégalais
Le 79e Bataillon de Tirailleurs Sénégalais (ou 79e BTS) est un bataillon français des troupes coloniales.

## Création et différentes dénominations
- -: Formation du 79e Bataillon de Tirailleurs Sénégalais

## Historique des garnisons, combats et batailles du79eBTS
- 24/09/1918: Le bataillon reçoit des renforts du 83e BTS

### Sources et bibliographie
Mémoire des Hommes